# Park Kazimierzowski w Warszawie
Park Kazimierzowski – park znajdujący się w dzielnicy Śródmieście w Warszawie.

## Opis
Park rozciąga się między terenem Uniwersytetu Warszawskiego i klasztoru ss. Wizytek, ul. Karową z wiaduktem Stanisława Markiewicza, ul. Browarną i ul. Dynasy, u podnóża pałacu Kazimierzowskiego. Jest częściowo położony na stromej skarpie warszawskiej, która w tym rejonie osiąga najwyższą w Warszawie wysokość względną 25 metrów.
W parku znajduje się pomnik Nauczycieli Tajnego Nauczania, w formie rozłożonego zeszytu, autorstwa Antoniny Wysockiej-Jonczak.
Jedną z alejek w parku nazwano imieniem ks. Bronka Bozowskiego.